# Philip J. Philbin
Philip Joseph Philbin (Clinton, 29 maggio 1898 – Bolton, 14 giugno 1972) è stato un politico statunitense, membro della Camera dei Rappresentanti per lo stato del Massachusetts dal 1943 al 1971.

## Biografia

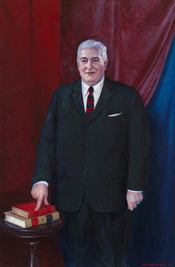
Ritratto di Philip J. Philbin

Nato a Clinton, frequentò le scuole pubbliche e dal 1917 al 1919, durante la prima guerra mondiale, prestò servizio militare nella marina degli Stati Uniti. Successivamente, frequentò l'Università di Harvard, dove militò nella squadra di football che vinse il Rose Bowl Game nel 1919. Nel 1924, Philbin si laureò in giurisprudenza presso la Columbia University.
Divenne avvocato e svolse la professione nel settore privato a Clinton e Boston. Tra il 1921 ed il 1940 fu segretario e collaboratore del senatore David I. Walsh e dal 1934 al 1936 fu consigliere speciale della Commissione del Senato degli Stati Uniti per l'Istruzione e il Lavoro. Fu collaboratore del Dipartimento del Lavoro degli Stati Uniti d'America nel 1936 e nel 1937, membro del comitato consultivo della Massachusetts Unemployment Compensation Commission tra il 1937 e il 1940, nonché presidente della commissione finanziaria della città di Clinton. Nel 1936, con l'appoggio del senatore Walsh, si candidò infruttuosamente alla carica di vicegovernatore del Massachusetts.
Nel 1942 si candidò alla Camera dei Rappresentanti come esponente del Partito Democratico e risultò eletto. Negli anni successivi, gli elettori lo riconfermarono per altri tredici mandati, finché nel 1970 venne sfidato dal sacerdote Robert Drinan, che lo sconfisse nelle primarie di partito. Philbin dovette lasciare così il Congresso dopo ventotto anni di permanenza. Negli ultimi giorni del suo ultimo mandato, svolse le funzioni di presidente della commissione per i servizi armati, in seguito alla morte di L. Mendel Rivers.
Philip J. Philbin morì di tumore a Bolton circa un anno e mezzo dopo la fine del suo servizio pubblico, all'età di settantaquattro anni.